# Кривцов Максим Олександрович
Макси́м Олександрович Кривцо́в (позивний «Далі»; 22 січня 1990, м. Рівне — 7 січня 2024, Харківська область) — український поет, фотограф, громадський діяч, доброволець, військовослужбовець, молодший сержант Збройних сил України, учасник російсько-української війни. Кавалер ордена «За заслуги» III ступеня (2024, посмертно).

## Життєпис

Могила Максима Кривцова, кладовище «Нове»

Народився 22 січня 1990 року в Рівному. Його батько був продавцем преси, мати — шкільним бібліотекарем. Навчався в Рівненських загальноосвітніх школах № 23 та № 28. Орієнтовно 10 років займався плаванням. Закінчив технікум технологій і дизайну міста Рівного за спеціальністю «Виробництво нетканих текстильних матеріалів».
2014 року закінчив Київський національний університет технологій та дизайну, де вивчав проєктування взуття та шкіряних виробів. Працював на Рівненській фабриці нетканих матеріалів, продавцем-консультантом, помічником майстра ательє, фотографом та SMM-ником проєкту «Строкаті єноти».
Учасник Революції гідності. Від 2014 — на фронті як доброволець; учасник АТО/ООС. Брав участь у бойових діях у складі 5-го батальйону ДУК «Правий сектор» (2014—2015), згодом — старший кулеметник у Бригаді швидкого реагування Національної гвардії України (2016—2019). Після демобілізації: контент-менеджер Центру реадаптації та реабілітації учасників АТО та ООС «ЯРМІЗ» та копірайтер Veteran Hub.
З початком повномасштабного російського вторгнення знову вступив до лав Збройних сил України. Служив кулеметником в ССО. Учасник боїв за Київщину, Харківщину, Херсонщину, Луганщину і Донеччину.
Разом з Максимом 7 січня 2024 року загинув і його рудий кіт, якому він присвятив вірш. 11 січня відбулося прощання з військовим у Михайлівському Золотоверхому соборі, а потім на Майдані Незалежності в Києві. Похований 12 січня в рідному місті Рівне на Алеї Героїв кладовища «Нове» («Молодіжне»).

## Творчість
Вірші писав з підліткового віку. Друкувався в збірках із творами інших авторів — «Книга Love 2.0. Любов і війна», «Там, де вдома: 112 віршів про любов та війну», «Колискова 21-го століття Vol. 1: що тебе заколисує?». Захоплювався фотографуванням.
Пісні на поезії Максима виконує український гурт «Yurcash» — «Панівна висота», «Він в ЗСУ, вона в ТрО», «Жовтий скотч» (звучить у фільмі «Наші Котики»).
2023 року видав авторську збірку поезій «Вірші з бійниці», яку було визнано однією з найкращих українських книжок 2023 року за версією українського ПЕН.
У травні 2024 року в Мистецькому цоколі Рівненської обласної філармонії відкрито посмертну фотовиставку «Далі: я поверну собі своє життя».
З 7 по 22 січня 2025 року фотовиставка «Далі: я поверну собі своє життя» експонувалася у Харкові. Виставка складалася з 24 фоторобіт та була доповнена поезіями Максима.
Максим Кривцов є оператором двох короткометражних фільмів «Перемир'я» та «Буду повертатись», що були зняті в Пісках Донецької області у 2015 році. Також Максим з'являється в епізоді документального фільму Романа Любого «Зошит війни».Кривцов перед бійницею читає свій вірш́ [джерело?].

## Нагороди
- Орден «За заслуги» III ступеня (22 січня 2024, посмертно) — за значні заслуги у зміцненні української державності, мужність і самовідданість, виявлені у захисті суверенітету та територіальної цілісності України, вагомий особистий внесок у розвиток різних сфер суспільного життя, сумлінне виконання професійного обов'язку[14];
- Медалі «Захиснику Вітчизни», «За сприяння Збройним Силам України»;
- Відзнаки «За участь в антитерористичній операції», «За оборону України», «Доброволець АТО»[7];
- ‍Почесний нагрудний знак Головнокомандувача Збройних Сил України «Сталевий хрест»[7];
- Хрест Заслуги (17 січня 2024, посмертно) — за героїчний вчинок під час бойових дій[7];

## Вшанування пам'яті
Селекціонер з Дніпра Євген Рудницький вивів новий сорт фіалки «RUD-Далі» на честь Максима Кривцова.
У лютому 2024 року українська співачка Vivienne Mort випустила пісню на слова Максима Кривцова «Не ходи ти тут, не ходи».
У лютому 2024 року Максим Кривцов став лауреатом літературної премії імені Уласа Самчука (посмертно, м. Рівне).
Ім'ям Максима «Далі» Кривцова в Рівному названо запасне футбольне поле Народного клубу «Верес», яке розташоване на вулиці Героїв Маріуполя.
Запорізький театр «Мотлох» прем'єру вистави «Поет із позивним „Далі“» зіграли 25 травня 2024 року.
Гурт Adm:t видав пісню «Завтра» покладену на вірші Максима Кривцова. https://music.youtube.com/watch?v=A6ppIpOQHmg&si=Yu4hZfZtOtLdUPXM

### Відеофрагменти
- Максим Кривцов — Я стану мандрівником... День, якого не повинно бути на YouTube // Суспільне Культура. — 2023. — 24 лютого.
- Максим Кривцов про свою книгу «Вірші з бійниці» на YouTube // Валерій Пузік. — 2023. — 30 грудня.
- Максим Кривцов: вірші, написані після повномасштабного вторгнення агресора на територію України на YouTube // Дивіться, митець! Look, that is the artist!. — 2023. — 16 серпня.
- Спецоперації за лінією фронту, штурми та контакті бої – війна поета та бійця ССО Максима Кривцова на YouTube // Бутусов Плюс. — 2024. — 22 січня.
- «Далі: я поверну собі своє життя» — фотовиставку Максима Кривцова презентували у Рівному (відео) на YouTube // Rivne Live. — 2024. — 19 лютого.